# Karşıyaka, Pervari
Karşıyaka là một xã thuộc huyện Pervari, tỉnh Siirt, Thổ Nhĩ Kỳ. Dân số thời điểm năm 2008 là 368 người.